# Aleksandr Vertinskij
Aleksandr Nikolajevitj Vertinskij (ryska: Алекса́ндр Никола́евич Верти́нский), född (8 mars g.s.) 20 mars 1889 i Kiev, död 21 maj 1957 i Leningrad, var en framstående rysk/sovjetisk estradartist, filmskådespelare, kompositör, poet, sångare av ukrainskt ursprung, kulturpersonlighet under 1900-talets första hälft. Han mottog 1951 Stalinpriset av andra graden. Vertinskij var far till skådespelerskorna Marianna och Anastasija Aleksandrovna Vertinskaja.

## Biografi
Aleksandr Vertinskij föddes utom äktenskapet 1889 i Kiev. Vertinskijs far var advokaten Nikolaj Petrovitj Vertinskij (1845–1894), som kom från en järnvägstjänstemannafamilj. Fadern ägnade sig även åt journalistik och publicerade en följetong under pseudonymen Greve Niver i dagstidningen Kievskoje slovo. Vertinskijs mor Jevgenija Stepanovna Skolatskaja föddes i en adlig familj. Nikolaj Petrovitj kunde inte gifta sig med henne eftersom hans första hustru inte gick med på skilsmässa. Han adopterade istället sina egna barn några år senare.
När Aleksandr var tre år dog hans mor, och två år senare dog hans far av galopperande lungsot. Efter föräldrarnas död hamnade Aleksandr och hans syster Nadezjda i olika familjer inom moderns släkt, varvid brodern trodde att systern hade dött. Senare träffades Aleksander och Nadezjda av en tillfällighet och blev mycket nära vänner.
Nio år gammal avlade Aleksandr Vertinskij en utmärkt examen vid det första kejserliga Alexandergymnasiet, men två år senare blev han relegerad för dåliga studieresultat och dåligt uppförande. Han förflyttades till Kievs fjärde klassiska gymnasium som ansågs vara ett ”simplare” läroverk. Här blev han teaterintresserad, under en tid spelade han amatörteater och var statist på Kievteatern Solovets även om han senare medgav att hans första erfarenhet som skådespelare var mycket misslyckad.
Pö om pö förvärvade Vertinskij ett rykte som litteratör i Kiev: han skrev teaterrecensioner om kända personers uppträdanden – Fjodor Sjaljapin, Anastasia Vjaltseva, Michail Vavitj, Giuseppe Anselmi, Maria Karinskaja, Titta Ruffo och publicerade små, oftast dekadenta, berättelser i lokaltidningarna.
För att försörja sig arbetade Vertinskij med allt möjligt: sålde vykort, arbetade som stuvare, var korrekturläsare på tryckerier, spelade amatörteater, och var bokhållare på hotell Jevropejskaja (Europa), varifrån han avskedades för ”oduglighet”. Vid den tiden lärde han känna poeterna Michail Kuzmin, Vladimir Elsner och Benedikt Livsjits, konstnärerna Aleksandr Osmerkin, Kazimir Malevitj, Marc Chagall och andra som gästade den litterära salongen som hölls hos Sofia Zelinskaja, lärarinna vid samma Aleksandergymnasium som Vertinskij tidigare relegerats från.

### Flytt till Moskva
Med hopp om att göra litterär karriär flyttade Vertinskij år 1910 till Moskva, där han och hans syster Nadezjda, som var skådespelerska, bosatte sig i Bachrusjins hus vid Kozitskijgränden. Här började Vertinskij uppträda i litteratur- och teatersällskap, bland annat som regissör när han satte upp Aleksandr Bloks pjäs Folkteaterägaren (ryska: Балаганчик Balagantjik). Under en tid arbetade han också i Aleksandr Chanzjonkovs ateljé.
Bloks poesi, som i mycket formade Vertinskijs världsåskådning, beskrev han senare som dikter, som formerar vår värld:
| ” | I vår värld var alla bohemer, som hyste förhoppningar, äregiriga tankar, outförbara önskningar, alla var hårda i sina omdömen, stoltserade med uttänkta originella åsikter och oförsonligt kritiska värderingar. Och genom allt detta drog den berusande virvelvinden från Bloks poesi och omtöcknade många hjärtan med drömmar om Den undersköna damen. | „ |

Vertinskij härmade inte Blok, men befann sig under hans poetiska inflytande och kallade sedermera sina dåtida uppfattningar om livet som mycket Blokska.
Under dessa dagar närmade sig Vertinskij futuristerna och lärde känna Vladimir Majakovskij. Men, som Vertinskij senare noterade, hade han inget närmare med futuristernas filosofi att göra; han var mer imponerad av Igor Severjanins ”poesikonserter”. Vertinskij skrev att ”i hans dikter fanns en äkta känsla, begåvning och uppriktighet, men otillräcklig smak, måttfullhet och oförfalskad känsla”. Förutom Majakovskij, vars begåvning Vertinskij uppriktigt hänfördes av, ansåg han att futuristerna endast ”chockerade borgarklassen, skrev spetsfundiga dikter, ställde ut hånfulla dukar och spelade genier”.

### Teaterdebut
År 1913 försökte Vertinskij förverkliga sin gamla dröm om att komma in vid Moskvas konstnärliga teater, men blev inte antagen på grund av defekt diktion. Självaste Konstantin Stanislavskij, som deltog i examinationen, ogillade Vertinskijs uttal av bokstaven r.
Redan före kriget började Vertinskij uppträda på Miniatyrteaterns scen i Mamonovskijgränden vid Tverskajagatan. Hans första nummer här, Tango, utfördes med erotiska inslag: på scenen dansade en prima ballerina och hennes kavaljer i utstuderade kostymer, och Vertinskij stod i kulisserna och framförde en parodisk visa om det som utspelade sig. Premiären rönte framgång och den debuterande artisten fick en rad i recensionen i lokaltidningen Russkoje slovo: "Den kvicke och kokette Aleksandr Vertinskij". Framledes fortsatte han samarbetet med teatern och skrev de sensationella parodierna Furlana (på ryska: Фурлана), Het synd (på ryska: Тёплый грех Tjoplyj grech) och andra, vilka gav honom hans första inkomster.

### Filmdebut
Vertinskijs filmdebut ägde rum i Avgrunden (1913), där han spelade en mindre roll som en av gästerna – en kadett. Via filmen blev Vertinskij bekant med Ivan Mozzjuchin, som spelade huvudrollen "Rajskij".
I slutet av år 1914, efter första världskrigets utbrott, begav sig Vertinskij som frivillig till fronten, som sjukvårdare på det tåg som gick i trafik mellan fronten och Moskva. Där arbetade han fram till januari 1915 under ledning av greve Nikita Tolstoj och lade under denna tid omkring 35 000 förband. Efter en lindrigare skada återvände Vertinskij till Moskva och fick där veta att den enda som stod honom nära – hans syster – hade dött.
När Vertinskij återvänt från fronten fortsatte han med filmskådespelandet. Han blev då bekant med Vera Cholodnaja. Enligt D K Samin, författare till boken Rysslands mest kända emigranter, var det just Vertinskij hon hade att tacka för sina framgångar. Han var den förste som såg skådespelerskans "demoniska skönhet och talang i den anspråkslösa helt okända hustrun till fänrik Cholodnoj", och tog henne med sig till Chanzjonkovs filmfabrik. Vertinskij var i hemlighet förälskad i henne och tillägnade henne sina första sånger – "Den lille kreolen", "Bakom kulisserna" och "Era fingrar doftar av rökelse".

### Estraddebut
Aleksander Vertinskijs estraddebut ägde rum år 1915, på den välkända miniatyrteatern som leddes av M A Artsybusjev, som gillade Vertinskijs nya program ’Pierrots sånger’. Iscensättningen var exotisk med månskensbelysning och Vertinskij kom ut på scenen i en specialsydd Pierrotdräkt, belyst av rampens likbleka citrongredelina ljus.
Så småningom utarbetade Vertinskij sin egen stil med ömsom egna dikter, ömsom dikter av silverålderns poeter som Marina Tsvetajeva, Igor Severjanin och Aleksandr Blok, där viktiga inslag var sjungande recitativ med karaktäristiskt skorrande ’r’, en stil som lät dikterna ’förbli just dikter mot en melodisk bakgrund’. Vertinskij och hans konst var ’ett fenomen som hade en nästan hypnotisk påverkan på fler än de trångsynta kälkborgarna, nämligen den krävande elitistiska publiken.
Vertinskijs repertoar under de åren bestod av originalmaterial: ’Den lille kreolen’, Era fingrar doftar av rökelse’, ’Den lilafärgade negern’ (tre sånger som var tillägnade Vera Cholodnaja), ’Den gråögda’, ’Ett ögonblick’, ’Jag skrattar åt mig själv idag’, ’Bakom kulisserna’, ’Själamässa av kristall’, ’Rök utan eld’, ’Utan kniv’, ’Herrens bal’, Duglas hund’, ’Om sex speglar’, ’Jamais’, ’Jag är en liten ballerina’ (tillsammans med N G Grusjko) och ’Kokainisten’ (text av Vladimir Agatov). Men det råder delade meningar om det verkligen var av den sovjetiske poeten Vladimir Garijevitj Agatov (1901–1967).

### Pierrot
Att använda sig av masker på scenen var karaktäristiskt för tiden. Bloks poesi hade betydelse för Vertinskijs urval, särskilt av teaterpjäsen ’Folkteaterägaren’ och cykeln ’Maskerna’. Vertinskij själv påstod att sminkningen kom till helt spontant, då han och andra unga sjukvårdare gav mindre konserter för de sårade, och ’var nödvändig på scenen uteslutande på grund av den starka känslan av osäkerhet och förvirring inför överfulla salonger’. Masken hjälpte artisten att komma in i rollen. Enligt E P Sekatjevas biografi var Vertinskijs Pierrot ’en komisk martyr, naiv och hänförd, som ständigt dagdrömde om något, en sorgsen narr, där äkta lidande och själsadel skymtade fram bakom de komiska gesterna’.
Senare kom ’den svarte Pierrot’: den likbleka sminkningen av ansiktet byttes mot en dominomask, istället för Pierrots vita kostym kom en svart dräkt med vit halsduk. Den nye Pierrot var, enligt E P Sekatjeva, ’mer ironisk och bitskare än den tidigare, eftersom han mist ungdomens naiva drömmar, han skärskådade vardagens enkelhet och omvärldens likgiltighet’. Artisten förvandlade varje sång till en liten pjäs på ett avslutat tema med en eller två hjältar. Sångaren, som kallade sina kompositioner ’arietter’, började benämnas ’den ryske Pierrot’.
Vertinskij återvände till estraden och började arbeta på Petrovteatern, som leddes av Marja Nikolajevna Ninina-Petina. Här fick han hela 100 rubel som arvode i månaden. Vertinskij gjorde många gästspel runtom i landet med teatertruppen, han utvecklade en egen novellsångsgenre med korta men avslutade teman.

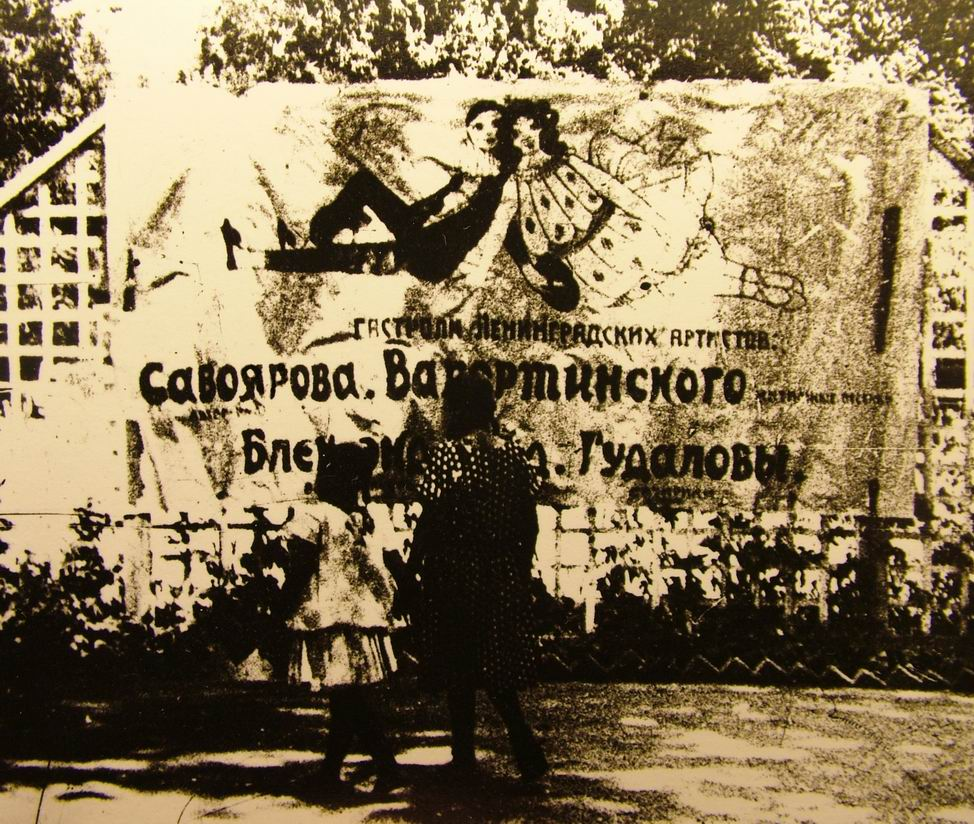
Vertinskijs konsertaffisch i Kislovodsk, augusti 1926.

Vertinskijs diktcykler föddes ’som varianter på ett tema’: där ’han ständigt försökte bevisa att den oförstådda, ensamma människan står värnlös inför den väldiga obarmhärtiga världen’. Han frångick den ryska traditionen och ’erbjöd en annan sång, som estetiskt var förbunden med det senaste inom konsten och kulturen, och framförallt den konstnärliga sången’. Vertinskij lyckades skapa en helt ny genre på den ryska estraden. ’Jag var mer än en poet, mer än en skådespelare. Jag gick den svåra vägen och skapade min egen genre’, sade Vertinskij själv.
Den ’subtila Pierrot’-gestaltens sceniska skärpa ledde till att många imiterade och parodierade Vertinskij. En särskilt känd parodi gjordes av den populäre artisten Michail Savojarov, som turnerade över hela Ryssland ända till slutet av 1920-talet. I andra akten av sin föreställning sminkade han sig som en månbelyst Pierrot och uppträdde som den välkände artisten Valertinskij. Det gagnade absolut Vertinskij, som trots sin korta karriär (mindre än fyra år) och långa frånvaro inte glömdes bort utan förvandlades till en legendarisk symbol för den förrevolutionära ryska estraden.

### 1917–1920
Den 25 oktober 1917, dagen för oktoberrevolutionens början, gavs Vertinskijs recettföreställning i Moskva. Snart gjorde han åter många framgångsrika gästspel i samarbete med olika entreprenörer, som Leonidova och Varjagin, Galanter och Grossbaum.
Samtidigt blev livet i Moskva allt svårare för Vertinskij. Romansen Det som jag måste säga (ryska: То, что я должен сказать), som skrevs efter 300 kadetters död i Moskva, väckte intresse hos Tjekan, dit författaren kallades för att förklara sig. När, enligt legenden, Vertinskij sade till Tjekans företrädare: ’Det är ju bara en sång, och ni kan ju inte förbjuda mig att sörja dem!’, fick han svaret: ’Om det behövs, kommer vi även att förbjuda er att andas!’
Konstantin Paustovskij ger i Berättelser om livet (ryska: Повести о жизни), i boken Början på ett okänt sekel (ryska: Начало неведомого века) en annan version av romansens ursprung. Enligt Paustovskij skrevs romansen i Kiev under striderna mot Symon Petljuras trupper.
| ” | Vertinskij flätade ihop sina smala fingrar, sträckte dramatiskt ut dem framför sig och sjöng. Han sjöng om kadetterna, som nyligen hade dödats nära Kiev i byn Borstjagovka, om kadetterna som sändes till en säker död mot farliga banditer. | „ |

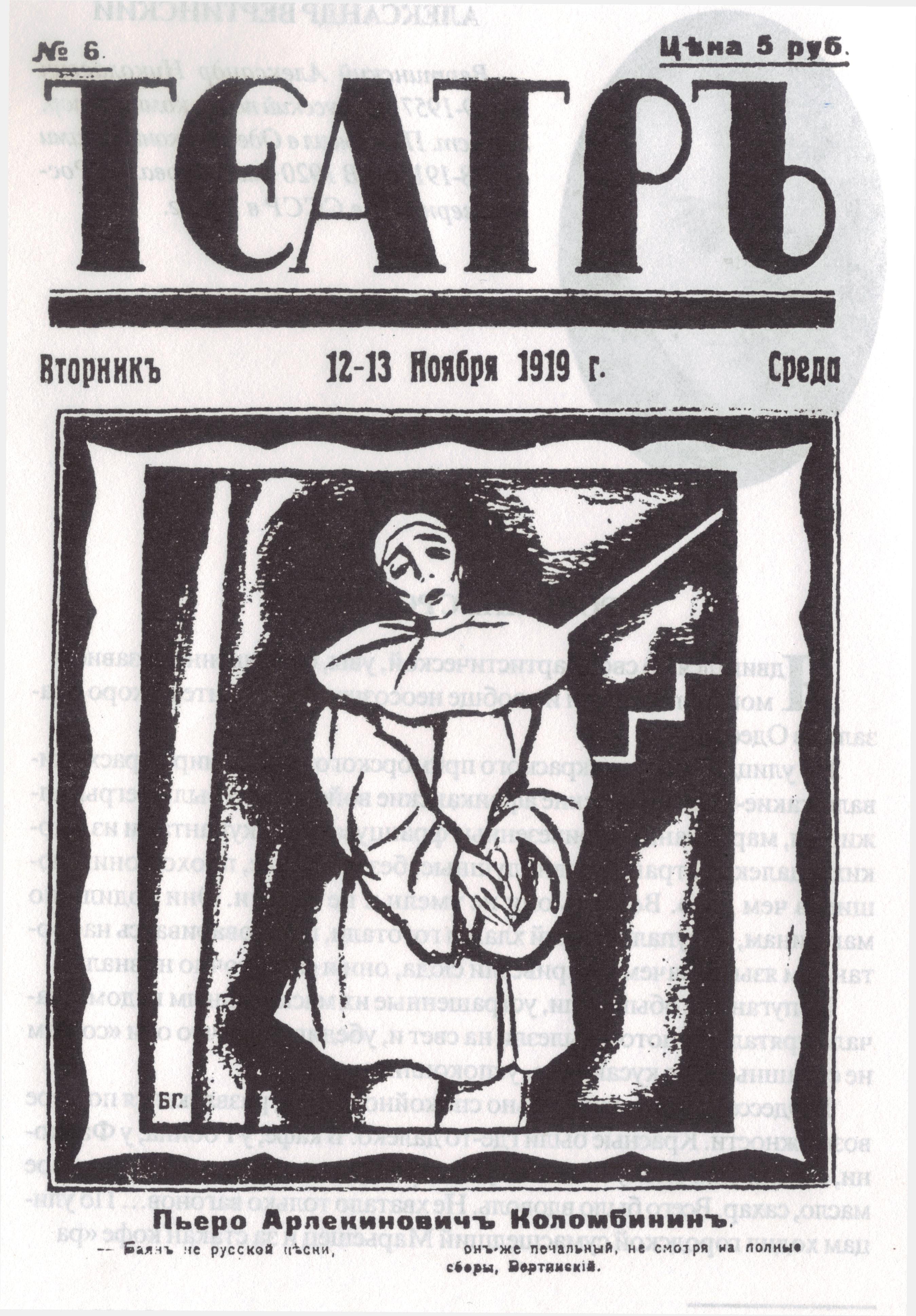
Vertinskij på omslaget till tidskriften Teatr ('Teater'), där han kallades Pierrot och Colombinas Harlekin. Året var 1919.

I slutet av år 1917 började Vertinskij turnera i södra Ryssland, efter den retirerande vita armén. Under nästan två års tid framträdde han i Odessa, Rostov, Jekaterinoslav, i Kaukasus och på Krim. Vid den tiden hade han bytt ut Pierrotkostymen mot frack. År 1919 reste Vertinskij till Kiev, därifrån till Charkov, där han gav många konserter och lärde känna skådespelerskan Valentina Sanina, därefter reste han till Odessa och slutligen till Sevastopol.

### Emigration
I november 1920 flydde Aleksandr Vertinskij tillsammans med resterna av baron Wrangels armé, vita officerare på ångbåten ’Storfurst Aleksandr Michajlovitj’ till Konstantinopel, där han började ge konserter, och mest på klubbarna ’Stella’ och ’Svarta rosen’.
Många år senare skriver Vertinskij om varför han emigrerade:
| ” | Vad var det som fick mig att göra det? Hatade jag Sovjetmakten? Inte alls! Sovjetmakten hade inte gjort mig något förnär. Var jag anhängare av någon annan gruppering? Inte det heller: Jag längtade tydligen efter äventyr och resor. Med ungdomlig sorglöshet. | „ |

En tid senare, då Vertinskij köpt ett grekiskt pass, som lät honom färdas fritt, reste han till Rumänien, där han uppträdde på billiga nattklubbar och gästspelade i Bessarabien för den rysktalande befolkningen där. Senare berättade sångaren att emigrationen förvandlade honom från en nyckfull artist till en arbetsmyra, som arbetade för en bit mat och husrum.
Inom kort (efter en angivelse från general Popovitjs skådespelande älskarinna, på vars recettföreställning artisten tackat nej till att framträda), blev Vertinskij anklagad för att spionera för Sovjetunionens räkning och utvisad till Bukarest. Enligt en annan källa var de lokala makthavarna missnöjda med den enorma popularitet Vertinskijs sång På moldanovstäppen (på ryska: В степи молдаванской) åtnjöt hos den ryska befolkningen, då de trodde att den skulle ’upptända antirumänska stämningar’.

### Polen och Tyskland
År 1923 reste Vertinskij till Polen med sin impressario Kirjakov, där han fick ett storartat mottagande, varpå ett stort antal gästspel följde. I Sopot gifte sig Vertinskij med den rika judiska flickan Rais (Rachel) Pototska, som efter giftermålet blev Irena Vertidis. (År 1930 upplöstes äktenskapet i praktiken, men formellt först 1941 i Shanghai.) Då vände sig Vertinskij till det sovjetiska konsulatet i Warszawa och anhöll om att få återvända till Ryssland. Den sovjetiske ambassadören Volkov i Polen, på vars inrådan Vertinskij gjorde detta försök, skrev en positiv rekommendation. Men Vertinskijs anhållan avslogs.
Dagen innan den rumänske kungens besök i Polen tvingades Aleksandr Vertinskij flytta till Tyskland (som ’opålitligt element’) och bosatte sig i Berlin. Redan i Polen hade Vertinskij börjat gästspela tillsammans med andra ryska artister i olika länder i Europa och blev så småningom populär utomlands, han fortsatte att arbeta som filmskådespelare och gav ut diktsamlingar.
Gästspelen i Europa var inte lätta för artisten. Publikens relation till de artister som uppträdde på restauranger var inte som i Ryssland:
| ”                      | I hemlandet tolererades alla våra infall och konststycken med vänliga leenden. Skådespelare betraktades som högre väsen, som i mycket förläts och tilläts. Det fick man vänja sig av i främmande land. Och krogarna var fruktansvärda, för oavsett om du hördes eller inte, måste artisten utföra sin roll, publiken kunde uppföra sig hur som helst, sjunga, dricka, äta, prata eller till och med skrika. | „ |
| – Aleksandr Vertinskij | |   |

I Berlin fortsatte Vertinskij sin aktiva skapande verksamhet, men landets kulturliv, liksom landet själv, befann sig vid den tidpunkten i djup kris. I mitten av 1920-talet fick Vertinskij för andra gången avslag på sin ansökan, (denna gång ställd till Anatolij Lunatjarskij, som ledde den sovjetiska delegationen i Berlin) om att få återvända till hemlandet.

### Livet i Paris
År 1925 flyttade Vertinskij till Frankrike, där han fortsatte sin aktiva konsertverksamhet och möjligen skapade sin bästa kompositioner: ’Fröken Irena’ (ryska: Пани Ирена), ’Kransen’ (ryska: Венок), ’Balladen om den grå damen’ (ryska: Баллада о седой госпоже), ’På den mörkblå och fjärran oceanen’ (på ryska: В синем и далёком океане), ’Sarasates konsert’ (på ryska: Концерт Сарасате), ’Spanska Suiza’ (på ryska: Испано-Сюиза), ’Den galne positivhalaren’ (på ryska: Сумасшедший шарманщик), ’Bladen faller redan, Madam’ (på ryska: Мадам, уже падают листья), ’Tango Magnolia’ (på ryska: Танго Магнолия), ’En liten sång om min fru’ (på ryska: Песенка о моей жене), ’Dagarna går’ (på ryska: Дни бегут), ’Piccolo Bambino’, ’Femme raffinee’, ’Jimmy’ (på ryska: Джимми), ’Jul’ (på ryska: Рождество), ’Palestinsk tango’ (på ryska: Палестинское танго), ’Tennhjärtat’ (på ryska: Оловянное сердце), ’Marlene’ (på ryska: Марлен), ’Den gula ängeln’ (på ryska: Жёлтый ангел), ’Till Irina Strozzi’ (på ryska: Ирине Строцци).
Vertinskij skrev om sitt ’andra hemland’:
| ” | Mitt Frankrike – det är Paris, men Paris är hela Frankrike! Jag älskade verkligen Frankrike, som alla som har bott där länge. Man kan inte låta bli att älska Paris, inte glömma det och inte föredra någon annan stad. Ingenstans utanför den ryska gränsen kände man sig så lätt och fri till sinnes. Det var en stad där människans personliga frihet högaktades… Ja, Paris… det är min själs hemland! | „ |

Åren Vertinskij tillbringade i Paris anses vara de bästa under hans produktiva liv. Han uppträdde i restaurang ’Kazbek’ i Montmartre, ’Stora Moskvaeremitaget’, ’Casanova’, ’Scheherazade’, han lärde känna representanter för Romanovätten, storfurstarna Dimitrij Pavlovitj och Boris Vladimirovitj, europeiska monarker (Gustav V, prinsen av Wales), berömdheter från teater och film: Charlie Chaplin, Marlene Dietrich, Greta Garbo. Under dessa år blev Vertinskij vän med prima ballerinorna Anna Pavlova, Tamara Karsavina och särskilt med vännen fån Moskvatiden, stumfilmstjärnan Ivan Mosjoukine (Mozzjuchin). De filmade tillsammans under all ledig tid de hade. Vertinskij var även under många år mycket nära vän med operasångaren Fjodor Sjaljapin.
Bland hans elever fanns Ludmila Lopato, kabarésångerska bland de ryska emigranterna, senare bevarare av traditionella ryska och zigenska romanser.
År 1933 lämnade Vertinskij Frankrike och begav sig på turné till Libanon och Palestina. Här gav han konserter i Beirut, Jaffa, Tel Aviv, Haifa, Jerusalem och återsåg några av sina gamla bekanta. I Jerusalem uppträdde han för en sjutusenhövdad publik och fick ett mycket varmt mottagande.

### Avresa till USA
Hösten 1934 slog sig Vertinskij ner i USA, där han regelbundet gjorde många gästspel och ofta gav han två konserter dagligen. Till Vertinskijs första konsert i New York kom många kända ryska emigranter: Sergej Rachmaninov, Fjodor Sjaljapin, Nikita Balieff, Richard Boleslawski, Rouben Mamoulian och även hans bekantskap från Paris – Marlene Dietrich. Här sjöng han sången "Främmande städer" (på ryska: Чужие города) för första gången. Efter det avslutande numret "Om oss och om Fosterlandet" (på ryska: О нас и о Родине) utbröt ovationer – som "naturligtvis inte gällde mig utan mitt Fosterland", sade artisten senare. Vid den tiden hade Vertinskijs repertoar förändrats. Istället för exotiska ämnen framträdde nostalgiska motiv, och de dramatiska rollerna fyllda med hysterisk passion fick lämna plats åt vanliga människor med vardagens känslor. Under 1930-talet började Vertinskij för första gången använda sig av sovjetiska poeters dikter i sina sånger.
Från New York begav sig Vertinskij till Stillahavskusten. I San Francisco genomförde han en serie konserter för den ryska kolonin. Ett av hans framträdanden ägde rum i den berömda Hollywood Breakfast Club, där miljonärerna träffades. Vertinskij fick erbjudande att filma i Hollywood, på engelska. Han talade tyska bra och utmärkt franska, men enligt E R Sekatjeva "tålde han inte engelska språket". Av Marlene Dietrich fick Vertinskij rådet att "övervinna sin motvilja som vilken normal människa som helst och ta sig samman", men det klarade han inte av och tackade därför nej till filmerbjudandet. Detta hindrade honom dock inte från att anta Marlene Dietrichs erbjudande att komma till Hollywood och stanna ett tag i hennes lyxvilla i Beverly Hills, där många filmstjärnor bodde. Den perioden tillägnade Vertinskij sin berömda sång "Marlene".

### Åren i Shanghai
År 1935 lämnade Vertinskij USA och reste till Manchukuo. Först bodde han i Harbin, där han gav konserter (en av de sista ägde rum 2 februari 1936 i teater ’American’, som rymde 1 500 åskådare). Från Harbin flyttade Vertinskij till Shanghai, där en stor rysk koloni fanns. Här stannade han ända till sin avresa till Sovjetunionen. Han uppträdde i kabarén ’Renässans’, i sommarträdgården ’Arkadija’, i musikcaféet ’Marie-Rouz’, men konserterna gav inte stora honorar: under dessa år fick han för första gången i emigrationen vidkännas nöd.
26 maj 1942 gifte sig Aleksandr Vertinskij för andra gången, med Lidia Vladimirovna Tsirgvava, den tjugoåriga dottern till en tjänsteman vid Östra kinesiska järnvägen. Åldersskillnaden var 34 år. Snart föddes deras första dotter – Marianna. För att försörja familjen måste Vertinskij ge två konserter per dag.
Då japanska trupper invaderade Kina under det andra kinesisk-japanska kriget försämrades familjens materiella situation hastigt. Lidija Vladimirovna Vertinskaja berättade att under den tiden då Shanghai var ockuperat upphörde inflödet av utländska varor, japanerna försåg inte emigranterna med medicin, och det var problem att ens få fatt i en aspirintablett. Enligt hennes hågkomster löste Vertinskij ut sin frack från pantbanken inför varje framträdande och lämnade in den igen efter varje framträdande, till nästa gång.

### Återkomsten till hemlandet
Under andra halvan av 1930-talet vände sig Vertinskij upprepade gånger till de sovjetiska representationerna med anhållan om att låta honom få komma hem igen. År 1937 bjöds Aleksandr Vertinskij in till den sovjetiska ambassaden i Kina och fick en ’officiell inbjudan från den centrala exekutivkommittén för hela Ryssland (på ryska: ВЦИК - Всероссийский центральный исполнительный комитет VTsIK - Vserossijkij tsentralnyj ispolnitelnyj komitet) på initiativ från kommunistpartiets ungdomsförbund Komsomol.
För att göra sig skuldfri blev Vertinskij medägare i kabarén ’Gardenia’ (som lades ner redan efter en månad), och för att visa sin lojalitet gentemot sovjetmakten skrev han om sina hågkomster från livet utomlands i ’Nya livet’ (på ryska Новая жизнь Novaja zjizn), den sovjetiska tidningen i Shanghai. Men dokumenten för inresan till Sovjetunionen blev aldrig utfärdade  på grund av andra världskrigets utbrott år 1939.
1943 gjorde Vertinskij ett sista försök och skrev ett brev direkt till utrikesministern Vjatjeslav Molotov. Ansökan beviljades (under Stora fosterländska kriget, som andra världskriget kallas på ryska, tilläts även andra kulturarbetare att återvända till Sovjetunionen). Han kom till Moskva i november 1943 tillsammans med sin fru och deras tremånadersdotter Marianna, och de bosatte sig vid Gorkijgatan (nu Tverskajagatan), efter en tid på hotell Metropol. Ett år senare fick de sin andra dotter, Anastasia. En av Vertinskijs mest kända sånger under den perioden tillägnar han sina båda döttrar – ’Mina små döttrar’ (på ryska: Доченьки Dotjenki).
Vertinskij gästspelade vid fronten och framförde patriotiska sånger, både av sovjetiska författare men även sina egna kompositioner, som ’Om oss och om Fosterlandet’ (på ryska: О нас и о родине O nas i rodine), ’Vår sorg’ (på ryska: Наше горе Nasje gore), ’I Rysslands snö’ (på ryska: В снегах России V snegach Rossii), ’En annan sång’ (på ryska: Иная песня Inaja pesnja), ’Kitezj’ (på ryska: Китеж Kitezj). År 1945 skrev han sången ’Han’ (på ryska: Он On), som var tillägnad Stalin.
Trots hans lyckliga äktenskap präglades hans kärlekslyrik av förtvivlan och tragedi, som i ’Avsked’ (på ryska: Прощание Prosjtjanije), ’Ett obehövligt brev’ (på ryska: Ненужное письмо Nenuzjnoje pismo), ’Barflickan (på ryska: Бар-девочка Bar-devotjka), ’Kärlekssorg’ (på ryska: Убившей любовь Ubivsjej ljubov), ’Räddningen’ (på ryska: Спасение Spasenije), ’Den lilla apan Charlie’ (på ryska: Обезьянка Чарли Obezjanka Charlie), ’Ingenting finns i detta livet’ (på ryska: В этой жизни ничего не водится V etoj zjizni nitjego ne voditsja), ’Höst’ (på ryska: Осень Osen). Som ett undantag betraktas endast dikten ’Utan kvinnor’ (på ryska: Без женщин Bez zjensjtjin).
Enligt dottern Mariannas hågkomster sade Vertinskij om sig själv: ’Jag har ingenting förutom ett världsnamn’. För att förtjäna till livsuppehället var han åter tvungen att göra gästspel, 24 konserter i månaden. Tillsammans med pianisten Michail Broches gav han mer än 2000 konserter under 14 åröver hela landet. Han uppträdde inte bara i teatrar och konserthus, utan även i fabriker, gruvor, barnhem och på sjukhus.
Sekatjeva noterar i sin biografi att av de mer än 100 sångerna i Vertinskijs repertoar tilläts inte mer än ett 30-tal för framförande i Sovjetunionen. På varje konsert närvarade en censor. Konserter i Moskva och Leningrad förekom sällan, Vertinskij inbjöds inte att framträda i radion, skivor gavs nästan aldrig ut, och inga recensioner förekom i tidningarna.
Trots sångarens enorma popularitet behandlade den officiella sovjetiska pressen honom med återhållsam fientlighet. Enligt artistens biografi på sajten Sovjetiska och ryska filmskådespelare organiserades strax efter krigsslutet en kampanj mot lyriska sånger, eftersom de förledde lyssnarna från uppgiften att bygga socialismen. Vertinskij nämndes inte direkt, men det var underförstått. Och hans skivor avlägsnades från affärerna och ströks i katalogerna. Inte en enda av hans sånger hördes i etern, tidningarna och tidskrifterna teg iskallt om Vertinskijs bejublade konserter. Det var som om den framgångsrike sångaren inte existerade.
Ett år före sin död skrev Vertinskij till vice kulturministern:
| ” | Någonstans där uppe låtsas man fortfarande som om jag inte har återvänt, att jag inte befinner mig i landet. Man varken skriver eller pratar om mig. Skribenter och jounalister säger: ’Det finns ingen signal.’ Sannolikt kommer ingen heller. Och under tiden finns jag här! Folket älskar mig (Ursäkta mig denna dristighet). Jag har redan rest landet runt för fjärde och femte gången, jag har snart genomfört tre tusen konserter!. | „ |

Efter kriget fortsatte Vertinskij vid filmen. Regissörerna exploaterade huvudsakligen hans karaktäristiska utseende och maner: båda delarna visade han upp i rollen som furste i filmen Ett baläventyr, efter Anton Tjechovs novell Med Anna om halsen (ryska: Анна на шее Anna na sjeje), år 1954. För rollen som kardinal Birntj i Michail Kalatozovs Заговор обречённых Zagovor obretjonnych), ungefärlig svensk titel De fördömdas sammansvärjning (1950) fick han sin enda statliga utmärkelse, Stalinpriset år 1951. Hans insats i rollen som Venedigs doge i Sergej Jutkevitjs Uppror i bergen (1954) uppmärksammades också.
Trots det befann sig Vertinskij i en djup själslig kris under sina sista år i livet. År 1956 skrev han till sin hustru:
| ”                            | Idag gick jag i tankarna igenom alla mina bekanta och ’vänner’ och insåg att jag inte har några vänner här! Var och en går med sin egen nätkasse och stoppar ner det hon eller han behöver och struntar i alla andra. Och hela psykologin är som en nätkasse, och du struntar i alla även om du dör! <…> Se bara på hela historien med Stalin. Allt var falskt, gement, felaktigt <…> På kongressen sade Chrusjtjov: ’Vi ställer oss upp och hedrar minnet av de 17 miljoner människor som plågades till döds lägren’. Inget vidare?! Vilka, när och hur ska alla dessa svinpälsar betala för sina ’misstag’?! Och hur länge kommer de att göra narr av vårt Fosterland? Hur länge? | „ |
| – Aleksandr Vertinskij, 1956 | |   |

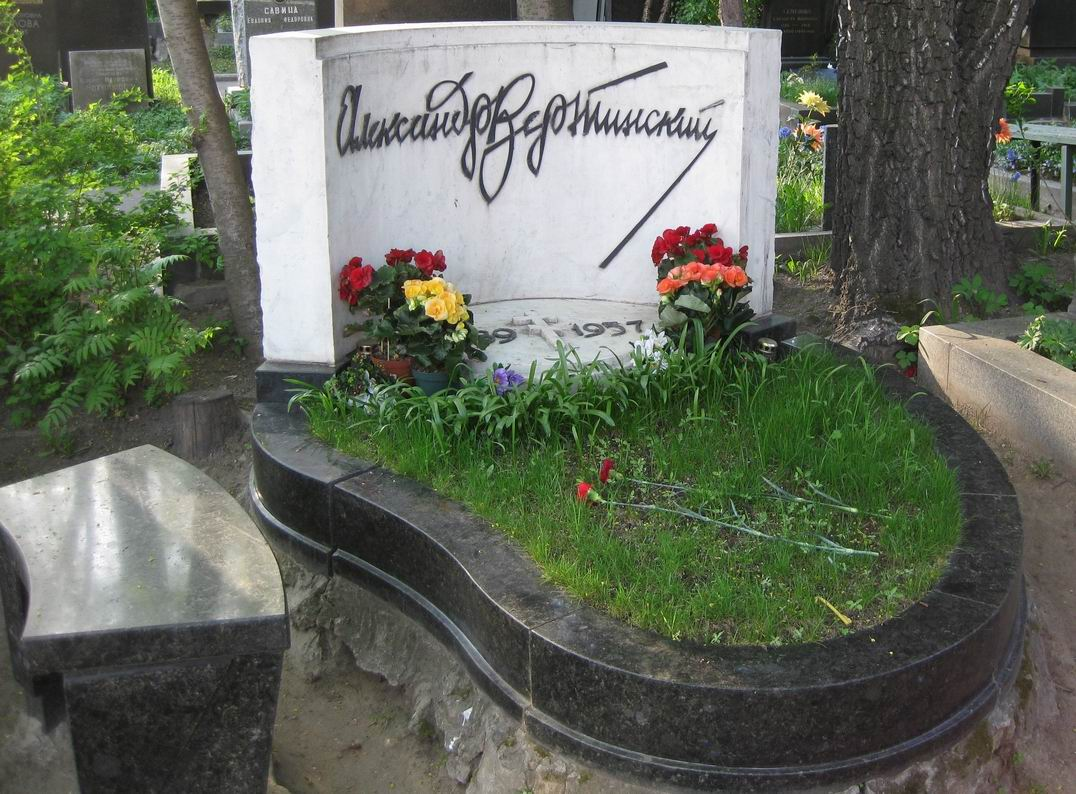
Aleksander Vertinskijs grav på Novodevitjekyrkogården i Moskva.

Vertinskijs sista konsert ägde rum 21 maj 1957 i Veteranernas hus i Leningrad. Samma dag avled Aleksandr Vertinskij i en hjärtattack på hotell Astoria. Han ligger begravd på Novodevitjekyrkogårdeni Moskva.

### Minnesmärken
Aleksandr Vertinskij har tillägnats ett av skyltfönstren i Gatumuseet i Kiev. Där finns Vertinskijs autograf, sångtexter, fotografier, en skivsamling från 1930–1950-talet, den sorgsne Pierrots kostym, en av Vertinskijs scenfigurer. År 2009 hade museet en utställning om Aleksandr Vertinskij: ’Jag är beredd att kyssa dina gator…’ för att fira 120-årsdagen av den framgångsrike chansonsångarens födelse.
Till minne av Aleksandr Vertinskij har astronomen Ludmila Karatjkina vid Krims astrofysiska observatorium uppkallat asteroid 3669, som upptäcktes 21 oktober 1982, efter Vertinskij - 3669 Vertinskij.

## Familj
- Fader – Nikolaj Petrovitj Vertinskij (1845–1894), dog i lungsot.
- Moder – Jevgenia Stepanovna Skolatskaja, dog då Vertinskij var tre år.
- Syster – Nadezjda Nikolajevna Vertinskaja.
- Första hustrun – Raisa (Rachel) Pototskaja (äktenskapet varade 1923–1941).
- Andra hustrun – Lidia Vladimirovna Vertinskaja (född Tsirgvava; 1923–2013), skådespelerska, konstnär (äktenskapet varade 1942–1957).
  - Dottern – Marianna Aleksandrovna Vertinskaja (28 juli 1943), sovjetisk och rysk teater- och filmskådespelerska, belönad artist i Ryska SFSR.
    - Dotterdottern – Aleksandra Iljinitjna Vertinskaja (född 9 april 1969), konstnär, TV-presentatör, inredningsdesigner, dekoratör.
      - Barnbarnsbarnet – Vasilisa Emeljanovna Vertinskaja (född sommaren 1998).
      - Barnbarnsbarnet – Lidia Emeljanovna Vertinskaja (född 29 juni 2010).

    - Dotterdottern – Darja Borisovna Chmelnitskaja (född 1978), designer.

  - Dottern – Anastasia Aleksandrovna Vertinskaja (född 19 december 1944), sovjetisk och rysk teater- och filmskådespelerska, belönad artist i Ryska SFSR. Gift med Nikita Michalkov 1967–1970.
    - Dottersonen – Stepan Nikitij Michalkov (född 24 september 1966), rysk skådespelare, traktör, filmproducent, företagare. Son till Nikita Michalkov.
      - Barnbarnsbarnet – Aleksandra Stepanovna Michalkova (född 1992).
      - Barnbarnsbarnet – Vasilij Stepanovitj Michalkov (född 1999).
      - Barnbarnsbarnet – Pjotr Stepanovitj Michalkov (född 21 mars 2002). [19]

## Diskografi

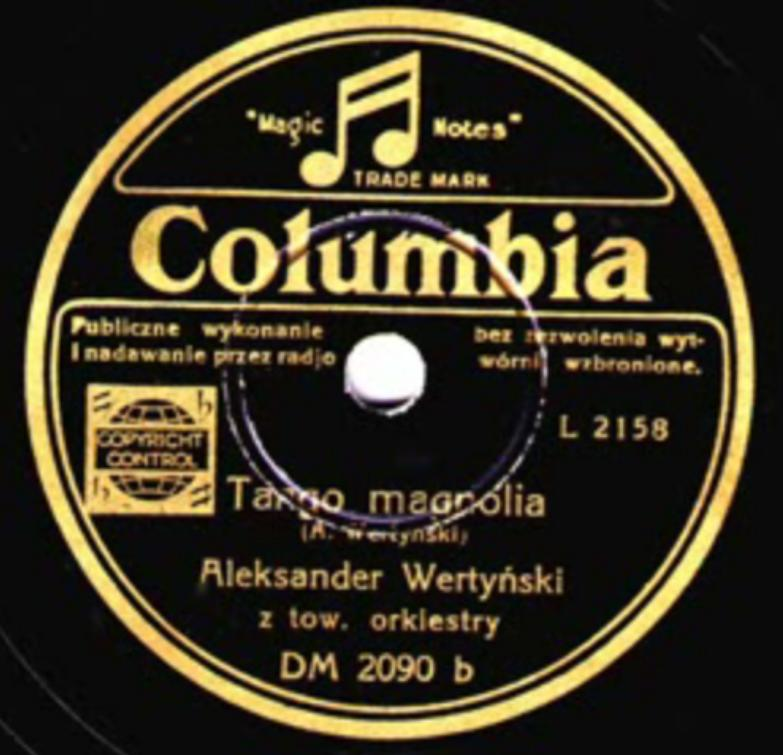
"Tango Magnolia" (på ryska: Танго Магнолия).

Vertinskijs allra första grammofonskivor gavs ut åren 1930/31 av firman Parlophone (Tyskland – England – Frankrike) och Odeon (Tyskland). 
(Se Aleksandr Vertinskijs diskografi för en fullständig lista.)
Här listas endast de officiella CD-utgåvorna.
- 1993 — Vertinski (Русский сезон Russkij sezon Rysk säsong, RSCD 0002; 2000 Boheme Music, CDBMR 007143)
- 1994 — То, что я должен сказать To, chto ja dolzjen skazat Det som jag måste säga (Melodija, MEL CD 60 00621)
- 1995 — Песни любви Pesni ljobvi Kärlekssånger (RDM, CDRDM 5 06 089; 1999 Boheme Music, CDBMR 908089)
- 1996 — Vertinski (2CD, Le Chant du Monde, LDX 274939—40)
- 1996 — Жёлтый ангел Zjeltij angel Gul ängel (CD-Media, CDM 96—3; 1997 ЦВПИКНО TsVPIKNO, АВ 97—YA)
- 1997 — Неизданное Neizdannoje Outgivna (ЦВПИКНО TsVPIKNO, АВ 97—1)
- 1999 — Легенда века Legenda veka Århundradets legend (Boheme Music, CDBMR 908090)
- 2003 — Vertinsky Remixed by Cosmos Sound Club (Limited Edition, no label, б/№)

## Filmografi
- 1913 Обрыв Obryv Avgrunden — кадет kadet kadett
- 1915 Медовый месяц Medovyj mesjats Honungsmånad — художник chudozjnik konstnär
- 1915 Неврастеники Nevrasteniki Neurastiker— актёр Аржевский akter Arzjevskij skådespelaren Arzjevskij
- 1915 Поборницы равноправия Pobornitsy ravnopravija Förkämpe för lika rättigheter — секретарь sekretar sekreterare
- 1915 Убийство балерины Пламеневой Ubijstvo baleriny Plamenevoj Mordet på ballerinan Plamenevaja— сыщик systjik detektiv
- 1916 Чем люди живы Tjem ljodi zjivi Hur folk lever — ангел angel ängel
- 1916 До дна осушенный бокал Do dnja osusjennyj bokal Bägaren tömd till botten — Сергей Сорин Sergej Sorin
- 1916 Дочь Нана Dotj Nana Nanas dotter — Кут Kut
- 1916 Король без венца Korol bez ventsa Kung utan krona— Анатоль Северак Anatol Severak
- 1916 От рабства к воле Ot rabstva k volje Från slaveri till frihet  — антиквар antikvar antikvitetshandlare
- 1916 Шахматы любви Sjachmaty ljobvi Schackärlek — Александр Aleksandr
- 1916 Как это было Kak eto bylo Hur det var (Студенты-соперники Studenty-soperniki Studenter-rivaler) — Павел Pavel
- 1916 Падающего толкни Padajostjego tolkni Knuffa den som faller — Ставрин Stavrin (в роли больного v roli bolnogo i rollen som den sjuke)
- 1917 Жизнь начинается завтра Zjizn natjinajetsja zavtra Livet börjar imorgon — Леонид Басманов Leonid Basmanov
- 1917 Золотой вихрь Zolotoj vichr Den gyllen virvelvinden
- 1917 На грани трех проклятий Na grani trech prokljatij På gränsen till tre förbannelser  — юноша jonosja en yngling
- 1917 Обломки крушения Oblomki krusjenija Förödelsens spillror— Стефан Stefan
- 1928 Orientens hemligheter (Geheimnisse des Orients) Ufa, Tyskland) — vesir
- 1930  La fin du monde regi: Abel Gance okrediterad statist
- 1950  Заговор обречённых Zagovor obretjennych De fördömdas sammansvärjning — кардинал Бирнч kardinal Birntj
- 1953 Uppror i bergen (Великий воин Албании Скандербег Velikij voin Albanii Skanderbeg) — Venedigs doge
- 1954 Ett baläventyr (Анна на шее Anna na sjee) - Prins
- 1955 Пламя гнева Plamja gneva Vredens flamma — Пан Беневский / католический прелат Pan Benevskij / katolitjeskij prelat katolsk prelat
- 1956 Кровавый рассвет Krovavyj rassvet Blodig gryning— пан Савченко pan Savtjenko

Källa

## Litterära verk
- Vertinskij Aleksandr: Ett kvarts sekel utan Fosterland. Sidor från det förflutna (på ryska: Четверть века без Родины Tjetvert veka bez Rodiny. Страницы минувшего Stranitsy minuvsjego). — Киев Kiev: Музычна Украйина Muzytjna Ukrainina, 1989. — 144 s.
- Vertinskij Aleksandr: Vägen är lång… Dikter och sånger. Berättelser, skisser, tankar. Brev. (på ryska: Дорогой длинною Dorogoj dlinnojo… Стихи и песни Stichi i pesni Рассказы, зарисовки, размышления Rassazy, zarisovki, razmysjlenija Письма Pisma) / Sost. i podg. Teksta Jo. Tomashevskogo, poslesl. K. Rudnitskogo — М.: Pravda, 1990. — 576 s.
- Vertinskij Aleksandr: Bakom kulisserna (på ryska: За кулисами Za kulisami). Vstupitelnaja statja J Tomasjekvskogo. // Biblioteka avtorskoj pesni ’Gitara i slovo’. Bolsjaja serija. Notnoje izdanije. — М.: Sovjetskij Fond Kulturij, 1991. — 304 s. (Vertinskijs sånger, kompositioner med hans konstnärliga prosa, tidningsintervjuer, brev till hustrun, och även hågkomster om honom. Mer än 60 fotografier av Vertinskij från olika år).

## Utmärkelser
Stalinpriset av andra graden år 1951 för rollen som kardinal Birntj i filmen De fördömdas sammansvärjning (1950).
Asteroiden 3669 Vertinskij

## Dokumentärfilmer och TV-program
- 1990 — Jag återvände hem (på ryska: Я вернулся домой) . Aleksandr Vertinskij (TsT Sovjetunionen).
- 1990 — Aleksandr Vertinskijs odyssé (på ryska: Одиссея Александра Вертинского) (Lentelefilm); DVD — «Karmen-video», 2003.
- 1998 — Fransk filmstjärna (på ryska: Звёзды французского кино). Parizjskije tainy Eldara Rjazanova. Vypusk 4. (Telekompanija REN TV).
- 2004 — XXe århundradet. I urval. ’Den ryske Pierrot’ (på ryska: ХХ век. Избранное. «Русский Пьеро»). Akelsandr Vertinskij (GTRK ’Kultura’).
- 2006 — Historisk krönika med Nikolajem Svanidze. 1951. Fosterlandets blod. (på ryska: Исторические хроники с Николаем Сванидзе. 1951. Родная кровь). Aleksandr Vertinskij  och andra (GTPK ’Rossija’).
- 2008 — Idoler om idoler. (på ryska: Кумиры о кумирах). Aleksej Kortnev ob Aleksandr Vertinskom (Telekanal ’Zvezda’).
- 2011 — Aleksandr Vertinskij. Livet efter döden. (på ryska: Александр Вертинский. Жизнь после смерти) (Telekanal ’Kto est kto’, NTV+).